# تحصیل جلال‌پور جتان
تحصیل جلال‌پور جتان (به انگلیسی: Jalalpur Jattan Tehsil) یک تحصیل در پاکستان است که در پنجاب واقع شده‌است. تحصیل جلال‌پور جتان ۷۰۸ کیلومتر مربع مساحت دارد.